# Jordan Township (Michigan)
Jordan Township ist eine Township im Antrim County im US-Bundesstaat Michigan. Das U.S. Census Bureau hat bei der Volkszählung 2020 eine Einwohnerzahl von 887 ermittelt.

## Geographie
Nach den Angaben des United States Census Bureaus hat die Township eine Gesamtfläche von 91,7 km², wovon 91,5 km² auf Land und 0,2 km² (= 0,20 %) auf Gewässer entfallen.
Die Stadt Chestonia 45° 3′ 37″ N, 85° 4′ 39″ W stand ursprünglich in der Nähe der Kreuzung der heutigen M-66 und der East Old State Road. Sie wurde gegründet, als die Detroit and Charlevoix Railroad hier einen Bahnhof errichtete. Unweit davon entstand ein Postamt, das bis in die 1960er Jahre hinein bestand. Heute ist Chestonia eine Wüstung; von den Gebäuden sind keine mehr vorhanden und die von Bäumen und Sträuchern überwachsenen Bahndämme sind kaum noch erkennbar.

## Demographie
Zum Zeitpunkt des United States Census 2000 bewohnten Jordan Township 875 Personen. Die Bevölkerungsdichte betrug 9,6 Personen pro km². Es gab 433 Wohneinheiten, durchschnittlich 4,7 pro km². Die Bevölkerung Jordan Townships bestand zu 96,00 % aus Weißen, 0,11 % Schwarzen oder African American, 1,93 % Native American, 0,69 % Asian, 1,37 % Pacific Islander, 1,14 % gaben an, anderen Rassen anzugehören und 36,8 % nannten zwei oder mehr Rassen. 60,7 % der Bevölkerung erklärten, Hispanos oder Latinos jeglicher Rasse zu sein.
Die Bewohner Jordan Townships verteilten sich auf 323 Haushalte, von denen in 7,7 % Kinder unter 18 Jahren lebten. 36,8 % der Haushalte stellten Verheiratete, 60,7 % hatten einen weiblichen Haushaltsvorstand ohne Ehemann und 7,7 % bildeten keine Familien. 25,4 % der Haushalte bestanden aus Einzelpersonen und in 20,4 % aller Haushalte lebte jemand im Alter von 65 Jahren oder mehr alleine. Die durchschnittliche Haushaltsgröße betrug 2,71 und die durchschnittliche Familiengröße 3,08 Personen.
Die Bevölkerung verteilte sich auf 27,2 % Minderjährige, 8,2 % 18–24-Jährige, 30,5 % 25–44-Jährige, 25,4 % 45–64-Jährige und 8,7 % im Alter von 65 Jahren oder mehr. Der Median des Alters betrug 36 Jahre. Auf jeweils 100 Frauen entfielen 101,6 Männer. Bei den über 18-Jährigen entfielen auf 100 Frauen 110,2 Männer.
Das mittlere Haushaltseinkommen in Jordan Township betrug 36.229 US-Dollar und das mittlere Familieneinkommen erreichte die Höhe von 41.250 US-Dollar. Das Durchschnittseinkommen der Männer betrug 29.886 US-Dollar, gegenüber 18.875 US-Dollar bei den Frauen. Das Pro-Kopf-Einkommen belief sich auf 16.420 US-Dollar. 12,9 % der Bevölkerung und 10,6 % der Familien hatten ein Einkommen unterhalb der Armutsgrenze, davon waren 15,5 % der Minderjährigen und 2,2 % der Altersgruppe 65 Jahre und mehr betroffen.

## Belege
1. ↑  US Census Bureau: Search Results Total Population in Jordan township, Antrim County, Michigan. Abgerufen am 4. Januar 2024 (amerikanisches Englisch).
2. ↑  Chestonia. In: Geographic Names Information System. United States Geological Survey, United States Department of the Interior, abgerufen am 21. Februar 2012 (englisch).